# Заграевский, Сергей Вольфгангович
Серге́й Вольфга́нгович Заграе́вский (20 августа 1964, Москва — 5 июля 2020, там же) — российский художник, историк архитектуры, автор научных и литературных трудов.
Академик Российской академии художеств (с 2013), заслуженный работник культуры России (с 2009), председатель Профессионального союза художников России (с 1999).
Являлся известным медийным лицом, принимал участие в сотнях телепередач, преимущественно в ток-шоу.

## Биография
Родился в Москве. Родители — Вольфганг Вольфгангович Кавельмахер, историк древнерусской архитектуры, архитектор-реставратор; Инна Михайловна Заграевская, русский и немецкий поэт и драматург.
Трудовой путь начал в 1981 году рабочим по обмерам в проектном отделе треста «Мособлстройреставрация», в 1986 году окончил Московский автомобильно-дорожный институт (МАДИ). Художественное образование получил в студии Татьяны Мавриной. Одними из первых крупных художественных работ стали его декорации в театре "ОАЗИС" (под руководством Инны Заграевской). До 1990-х годов вёл научную работу преимущественно в области системного анализа (до 1997 года работал в МАДИ старшим научным сотрудником кафедры прикладной математики, параллельно возглавлял ряд коммерческих компаний), 13 мая 1993 года защитил кандидатскую диссертацию «Совершенствование сменно-суточного планирования перевозок тарно-штучных грузов с применением персональных ЭВМ».
В 1990-е годы занялся историей архитектуры и богословием. C 1998 года, когда в ходе финансового кризиса разорился банк, чью дочернюю фирму он возглавлял, Заграевский отошёл от бизнеса и полностью посвятил себя искусству, истории архитектуры, философии и общественной деятельности.
Провёл более десяти персональных выставок (в том числе в московском Манеже и несколько в Центральном доме художника) и участвовал в нескольких десятках групповых экспозиций. В 1999 году он создал Профессиональный союз художников России, который с тех пор возглавлял.
Сергей Заграевский был главным редактором справочника «Единый художественный рейтинг», выходящего регулярно с 1999 года, учредитель и хранитель электронной научной библиотеки по истории древнерусской архитектуры «РусАрх». В 1999—2001 годах являлся главным редактором «Арт-газеты».
В 2002—2004 годах преподавал историю архитектуры в Институте искусства реставрации, читал лекции на курсах повышения квалификации Владимиро-Суздальского музея-заповедника. Подготовил докторскую диссертацию «Зодчество Северо-Восточной Руси конца XIII-первой трети XIV века» (2005). Автор ряда монографий и научных трудов по истории древнерусской архитектуры. Основной круг его историко-архитектурных исследований — древнерусское белокаменное зодчество, раннемосковское зодчество, архитектурные связи Древней Руси и романо-готической Европы.
Автор исторических романов, сказок для детей, книг по философии. В 2014 году исторический роман Заграевского «Архитектор его величества» вошёл в «длинные списки» литературных премий «Национальный бестселлер» и «Русский Букер».
Опубликовал сохранившиеся в семейном архиве художественные произведения своего деда — правозащитника Моисея Авербаха, в том числе повести, рассказы и автобиографический роман «К вящей славе Господней» (2008); по словам Заграевского, именно дед оказал главное влияние на формирование его мировоззрения.
Скончался в ночь на 6 июля 2020 года от сердечно-сосудистой недостаточности. Прах художника разделён на две части: одна из урн захоронена на Даниловском кладбище, вторая — в могиле отца на кладбище села Абрамцево.
С.В.Заграевский был женат. Имел четверых детей.

## Художественное творчество

### Галерея
- Сергей Заграевский. Яблоневый сад. 18x24 акв. 1992.
- Сергей Заграевский. Иерусалим. Стена плача. 70x100 х., м. 1998.
- Сергей Заграевский. Украинская ночь. 100x80 х., м. 1999.
- Сергей Заграевский. Москва, Кремль. 100x100 х., м. 2001.
- Сергей Заграевский. Сквозняк, разрушивший натюрморт. 100x80 х., м. 2008.
- Сергей Заграевский. Москва, Большой Каменный мост. 30x21 акв. 2008.

Картины Сергея Заграевского не могут быть отнесены ни к реалистическому искусству, ни к народному творчеству, ни к наивной (самодеятельной) культуре. От реалистической живописи их отличает привычка писать открытым цветом, нанося на холст слой несмешиваемой краски, отсюда жесткость сочетания основных тонов. При этом бросается в глаза отсутствие пространственной перспективы, как геометрической, архитектурной, так и цветовой, будь то цветовые пространственные планы или моделировка объемно-пространственных отношений с помощью теплых и холодных тонов. Основа народного творчества — незыблемая традиция («коллективное бессознательное»), признаков чего, конечно, у Заграевского нет.

(А. М. Кантор. О живописи Сергея Заграевского и не только о ней. Арт-газета, № 46 (77), 2002 г.) 

Обходя выставку Сергея Заграевского по второму кругу, начинаешь замечать, что яркие, странные пейзажи, из которых состоит экспозиция, выполнены отнюдь не любителем, а профессионалом; а весь их детский «наив» — не что иное, как умелая стилизация, художественный прием, дающий автору возможность сказать нам нечто важное. Композиция в его работах всегда хорошо выверена, обдуман отбор деталей: ничего лишнего, все вписано точно в свое место. Отсутствие перспективы и дикие ракурсы — это тоже хорошо продуманный прием; более того: если появляется  намёк на  нормальную перспективу, то автор ее намеренно  ломает. Что же касается пронзительных, никогда не смешиваемых  красок — фиолетовых, желтых, красных, зеленых, то сочетания их носят явно психоделический характер (психоделика — прием, часто используемый в рекламе: определенные сочетания красок направленно вызывают нужный психологический настрой у зрителя; у Заграевского они создают светлый, радостный настрой).

(Олег Торчинский. Картины, которые можно вешать в детской. Газета «Московская Правда», 06.11.1998 г.) Архивировано 10 апреля 2016 года. 

Похоже, не только Платонов и Невтонов, но и собственных Гогенов может рождать наша земля. До всемирного признания пока далековато, но Сергей — человек способный и энергичный. К тому же у него перед французским коллегой есть определенная фора: Поль Гоген в этом возрасте ни на какое Таити еще и не собирался, а Заграевский всякой экзотики навидался вдоволь.

(Дмитрий Смолев. Луна или грош? Газета «Новые Известия»,  29.12.1998) 

То беспокойство, которое толкает Заграевского к живописи, прочитывается даже помимо его воли. Люди поймут это беспокойство по-разному, будут гадать о его причинах, будут стараться понять, какие чувства кроются за внешне благополучными видами красивых южных городов. Что ж, Александр Иванов или Поленов тоже пробуждали подобные чувства, и публика спорила, критики высказывали свои догадки. Для нашего времени, полного проблем, это понятно, как это понятно, когда мы вспоминаем о сороковых или семидесятых годах прошлого века.

(А. М. Кантор. О живописи Сергея Заграевского и не только о ней. Арт-газета, № 46 (77), 2002 г.) 

Завтра есть с кем
Выпить виски,
Вспомнить об искусстве вечном.
Ну конечно, с Заграевским,
С наивистом самим вешним.
Он, когда картины пишет,
Бог его рукою движет.
Бог всегда его помощник.
Вот такой Сергей художник.

(Булат Окуджава. Стихотворение опубликовано А. Иванушкиным в газете «Наша жизнь», № 9 (233), 2001 г.) 

### Монографии по истории архитектуры
- Юрий Долгорукий и древнерусское белокаменное зодчество. М., 2001. ISBN 5-94025-014-9.
- Зодчество Северо-Восточной Руси конца XIII — первой трети XIV века. М., 2003. ISBN 5-94025-046-7.
- О раннем послемонгольском зодчестве Северо-Восточной Руси. М., 2002. ISBN 5-94025-032-7.
- Новые исследования памятников архитектуры Владимиро-Суздальского музея-заповедника. М., 2008. ISBN 5-94025-099-8.
- Новые исследования памятников архитектуры Александровской слободы. М., 2008. ISBN 5-94025-095-5.
- Архитектурная история церкви Трифона в Напрудном и происхождение крещатого свода. М., 2008. ISBN 5-94025-092-0.
- Вопросы архитектурной истории и реконструкции Георгиевского собора в Юрьеве-Польском. М., 2008. ISBN 5-94025-097-1.
- Вопросы архитектурной истории собора Спаса Нерукотворного Андроникова монастыря. М., 2008. ISBN 5-94025-094-7.
- Формы глав (купольных покрытий) древнерусских храмов. М., 2008. ISBN 5-94025-096-3.
- Типологическое формирование и базовая классификация древнерусского церковного зодчества. Saarbrücken, 2015. ISBN 978-3-659-80841-8.
- Историческая топография домонгольского Владимира. М., 2016. ISBN 978-5-904913-30-4

### Избранные статьи по истории архитектуры
- Апология ростовского летописца (к вопросу о датировке храмов Юрия Долгорукого). Тезисы. В кн.: Материалы областной краеведческой конференции, посвященной столетию со дня рождения Н. Н. Воронина (19 апреля 2004 г.). Владимир, 2004. С. 15-26.
- Реконструкция Успенского собора 1158—1160 годов во Владимире. В журн. «Реставратор», № 1(8)/2004, с. 118—122.
- К вопросу о датировке и авторстве памятников Александровской слободы. В кн.: Зубовские чтения. Сб. научных статей. Вып. 3. Струнино, 2005. С. 69-92.
- К вопросу о реконструкции и датировке церкви Покрова на Нерли. В кн.: Материалы областной краеведческой конференции (20-21 апреля 2007 г.). Владимир, 2008. С. 15-26.
- К вопросу о датировке церкви преподобного Никона (Никоновского придела Троицкого собора) в Троице-Сергиевой Лавре. В кн.: Памятники культуры. Новые открытия. 2006 год. М., 2008.
- Организация добычи и обработки белого камня в Древней Руси. В кн.: Русское общество спелестологических исследований. М., 2008. С. 5-28.
- О форме глав (купольных покрытий) древнерусских храмов. Тезисы. В кн.: Материалы областной краеведческой конференции (14 апреля 2006 г.). Т. 2. Владимир, 2007. С. 9-12.
- Боголюбовский архитектурный ансамбль конца 1150-х-начала 1170-х годов: вопросы истории и реконструкции. В кн.: Памяти Андрея Боголюбского. Сб. статей. Москва — Владимир, 2009. С. 141—167.
- «Антиминс» из Николо-Дворищенского собора. Электронная публикация: электронная научная библиотека «РусАрх», 2007 г.
- Начало «русской романики»: Юрий Долгорукий или Андрей Боголюбский? Электронная публикация: электронная научная библиотека «РусАрх»), 2008 г.
- О возможности введения в научный оборот и возможных контекстах употребления термина «русская готика» в отношении архитектуры Древней Руси конца XIII-первой трети XV века. Электронная публикация: электронная научная библиотека «РусАрх», 2008 г.
- Успенский собор во Владимире: некоторые вопросы архитектурной истории. В кн.: Памяти Андрея Боголюбского. Сб. статей. Москва — Владимир, 2009. С. 95-114.
- О гипотетическом «промежуточном» строительстве собора Рождества Богородицы в Суздале в 1148 году и первоначальном виде суздальского храма 1222—1225 годов. В кн.: Материалы межрегиональной краеведческой конференции (28 апреля 2008 г.). Владимир, 2009. С. 218—235.
- Архитектор Фридриха Барбароссы. В сб.: «Хвалам достойный…». Андрей Боголюбский в русской истории и культуре. Международная научная конференция. Владимир, 5-6 июля 2011 года. Владимир, 2013. С. 184—195.
- Типологическое формирование и базовая классификация древнерусского церковного зодчества. Электронная публикация: электронная научная библиотека «РусАрх», 2012 г.
- Великокняжеский замок в Боголюбове: опыт графической реконструкции. В кн.: Материалы XVIII межрегиональной краеведческой конференции (20 апреля 2012 г.). Т. 1. Владимир, 2013. С. 296—312.
- К вопросу о древнерусских оборонных монастырях и храмах. В кн.: Материалы XVIII международной краеведческой конференции (19 апреля 2013 г.). Владимир, 2014.
- К вопросу о происхождении прозвища князя Андрея Боголюбского и названия города Боголюбова. В кн.: Материалы XVIII международной краеведческой конференции (19 апреля 2013 г.). Владимир, 2014.
- Троицкая, ныне Покровская, церковь в Александровской Слободе — первый каменный шатровый храм Древней Руси. Новые исследования. Электронная публикация: электронная научная библиотека «РусАрх», 2014 г.
- Вопросы реконструкции первоначального вида суздальского собора Рождества Богородицы начала XIII века. В сб.: На пороге тысячелетия. Суздаль в истории и культуре России. К 990-летию первого упоминания Суздаля в древнерусских летописях. Материалы научно-практической конференции (7 августа 2014 г.) Владимир, 2015. С. 75–84.
- Цветовые решения глав древнерусских храмов. В сб.: Архитектор. Город. Время. Материалы ежегодной международной научно-практической конференции (Великий Новгород — Санкт-Петербург). Вып. XVII. СПб, 2014. С. 24—36.
- История цветовых решений средневековых укреплений Москвы. Журнал Томского государственного педагогического университета «ΠΡΑΞΗΜΑ. Проблемы визуальной семиотики». № 3, 2015.
- К уточнению реконструкции Золотых ворот во Владимире. Электронная публикация: www.rusarch.ru (электронная научная библиотека «РусАрх»), 2015 г.
- К вопросу о столицах Северо-Восточной Руси: Переславль-Залесский при Юрии Долгоруком, Боголюбово при Андрее Боголюбском. В сб.: Материалы ХХ межрегиональной краеведческой конференции (17 апреля 2015 г.). Владимир, 2016. С. 296–306.
- Происхождение древнерусского шатрового зодчества: возвращение к проблеме. Электронная публикация: электронная научная библиотека «РусАрх», 2015 г.
- Историческая топография домонгольской Кидекши. Электронная публикация: электронная научная библиотека «РусАрх», 2016 г.
- Методологические проблемы изучения канона, символики и пропорций в православной храмовой архитектуре. Электронная публикация: электронная научная библиотека «РусАрх», 2016 г.

### Исторические романы
- Бедный рыцарь Храма. М., 2013. ISBN 978-5-94282-699-4
- Архитектор его величества. М., 2014. ISBN 978-5-94282-710-6
- Евнух султанского гарема. М., 2014. ISBN 978-5-94282-713-7

### Прочие литературные труды
- Кирюшины сказки о Москве. М., 2014. ISBN 978-5-93381-323-1
- Иванушка в стране сказок (трилогия). М., 2005. ISBN 5-94025-069-6.* Двенадцать месяцев (книга для детей). М., 1998. ISBN 5-87695-005-X.
- Мой XX век (мемуары). М., 2001. ISBN 5-94025-009-2.

### Философия, богословие
- Иисус из Назарета: жизнь и учение. М., 2001. ISBN 5-94025-004-1
- Бог не убийца. М., 2002. ISBN 5-94025-014-9
- Новая христианская философия. М., 2004. ISBN 5-94025-062-9.

### Художественная критика
- Что считать шедеврами? (Снова об «Искусстве XX века»). Газета «Культура», № 25 (7233), 6-12 июля 2000 г.
- О «самоокупаемости» музеев. Справочник «Единый художественный рейтинг», вып. 4. М., 2001. С. 52-58.
- Духовный аутизм. Справочник «Единый художественный рейтинг», вып. 5. М., 2002. С. 67-76.
- Еще раз о «духовном аутизме». Справочник «Единый художественный рейтинг», вып. 7. М., 2003. С. 51-64.
- Съезд Московского союза художников или пир во время чумы? Газета «Московский художник», № 2, 2003. С. 5.
- Искусство и гибель советской власти. Справочник «Единый художественный рейтинг», вып. 4. М., 2001. С. 17-26.
- Искусство и виртуальная реальность. Справочник «Единый художественный рейтинг», вып. 5. М., 2002. С. 42-52.
- О некоторых вопросах базовой терминологии. Справочник «Единый художественный рейтинг», вып. 11. М., 2005. С. 16-25.
- Корабль и его команда (к 10-летию Устава Российской академии художеств). Электронная публикация. М., 2007.

### Защита историко-культурного наследия
- Проблемы исторической среды малых и средних городов России. В журн. «Территория и планирование», № 2 (32), 2011
- Постигнет ли Санкт-Петербург участь Москвы? Электронная публикация. М., 2008.
- Фотогалерея наиболее грубых нарушений исторической среды Москвы за последнее десятилетие. Электронная публикация. М., 2008.
- Куда ж нам плыть? Справочник «Единый художественный рейтинг», вып. 6. М., 2002. С. 35-38.
- Метафора для мэра. Справочник «Единый художественный рейтинг», вып. 6. М., 2002.

### Публицистика
- Третий Рим или третий мир? Справочник «Единый художественный рейтинг», вып. 7. М., 2003. С. 6-12.
- Смертная казнь или пожизненное лишение свободы? Электронная публикация. М., 2008.
- О демократии и диктатуре в России. Электронная публикация. М., 2010.

### Каталоги художественных работ С. В. Заграевского
- Сергей Заграевский / Serguey Zagraevsky. — М., 1998.
- Сергей Заграевский / Serguey Zagraevsky. — М., 2007.

## Прочие сведения
- Отец шестерых детей: Сергея (1986), Анастасии (1992), Лидии (1997), Кирилла (2009) и близнецов Всеволода и Владислава (2014).
- Владел пятью иностранными языками: английским, немецким, эсперанто, ивритом, французским[23].
- В 2010 году прошёл предварительный отбор и принял участие в популярной интеллектуальной телепередаче «Своя игра»[24].
- Занимался боевыми искусствами. Был кандидатом в мастера спорта по боксу, обладателем коричневого пояса по тхэквондо (WTF)[25].